# Claude Firmin
Claude Firmin (Avignone, 18 febbraio 1864 – Avignone, 8 dicembre 1944) è stato un pittore francese.
È considerato uno dei maestri della pittura provenzale.

## Biografia
Claude Firmin, detto « le Goy » (lo zoppo), nacque ad Avignone, dove trascorse tutta la vita, e si formò alla Scuola di belle arti della città, essendo allievo di Pierre Grivolas. Trasferitosi a Parigi per perfezionare i suoi studi presso l'Académie Julian, dal 1889 al 1922 espose al "Salon des artistes français", ottenendo nel 1902 una menzione d'onore per i quadri Le Sentier des saules en Provence e Mon Doreur. Rientrato in Provenza, eseguì numerosi affreschi per il Municipio di Avignone. Aderì quindi al Gruppo dei Tredici, fondato e presieduto da Clément Brun.
Nel 1922 divenne professore nella "Scuola superiore di belle arti" di Avignone, della quale ricoprì anche la carica di direttore dal 1937 al 1941. Ricevette la nomina a Cavaliere della Légion d'honneur il 29 gennaio del 1937.
I nonni dello scrittore Henri Rode (1917–2004), furono ritratti da Firmin nel 1902 nella cucina della loro casa di campagna di Cairanne.
Claude Firmin morì ad Avignone nel 1944, all'età di 80 anni.

## Opere
Opere nelle collezioni dei musei. Elenco parziale.
- Avignone
  - Museo Calvet
    - Le Brocanteur, ou Intérieur d'un réparateur d'objets d'art, 1896, olio su tela;[4][5]
    - Cave di sabbia del Rodano a Villeneuve-lès-Avignon, 1905, olio su tela,[6];
    - Portrait de Noël Biret dans son atelier, olio su tela,[7].

  - Museo Louis Vouland
    - La Régalade, 1910, olio su tela;
    - Intérieur de ferme, 1903, olio su tela;
    - Le Départ, 1914, olio su tela.

## Galleria d'immagini

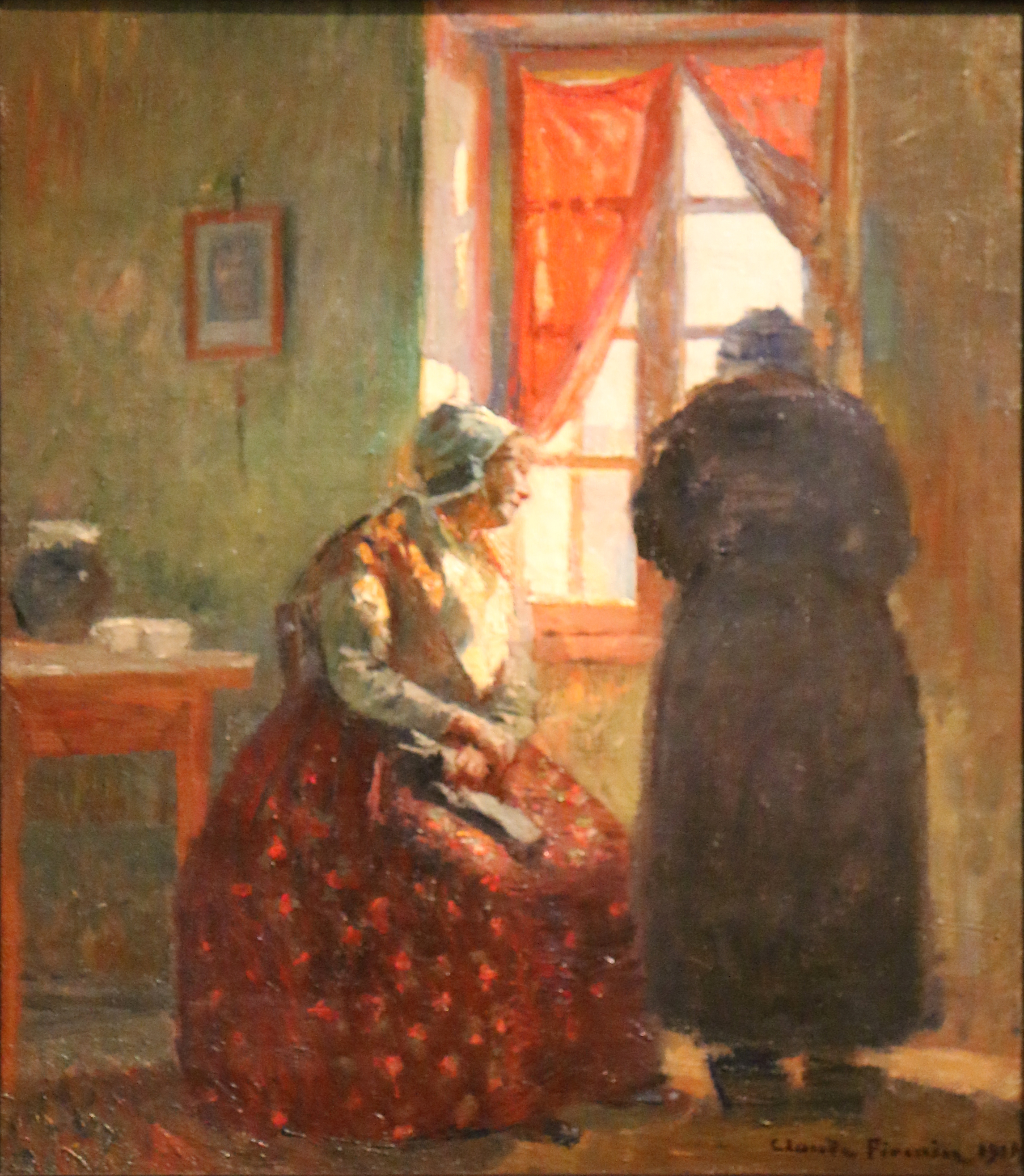
La partenza, 1914 Avignone, Museo Louis Vouland
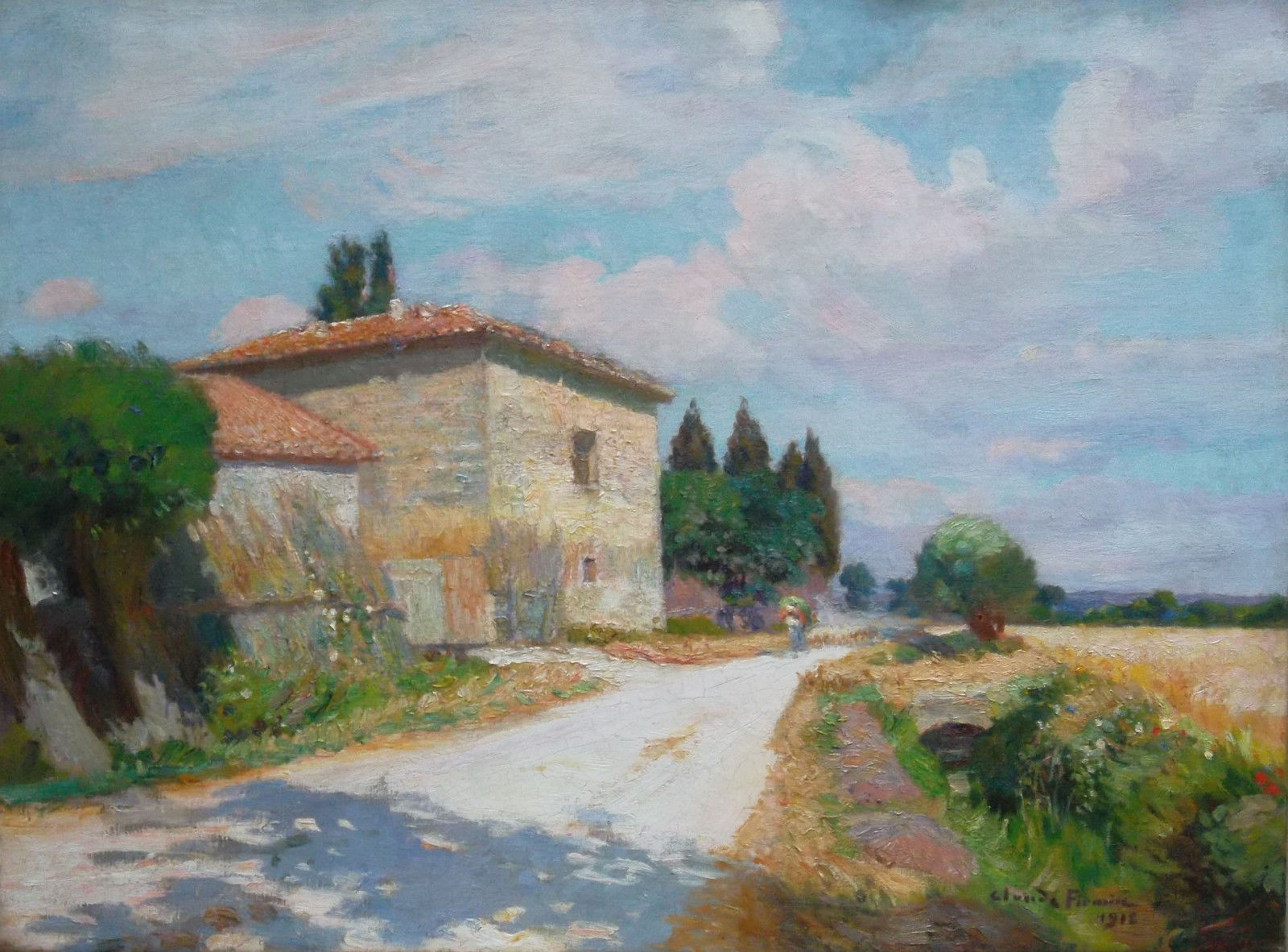
Il pastore col gregge
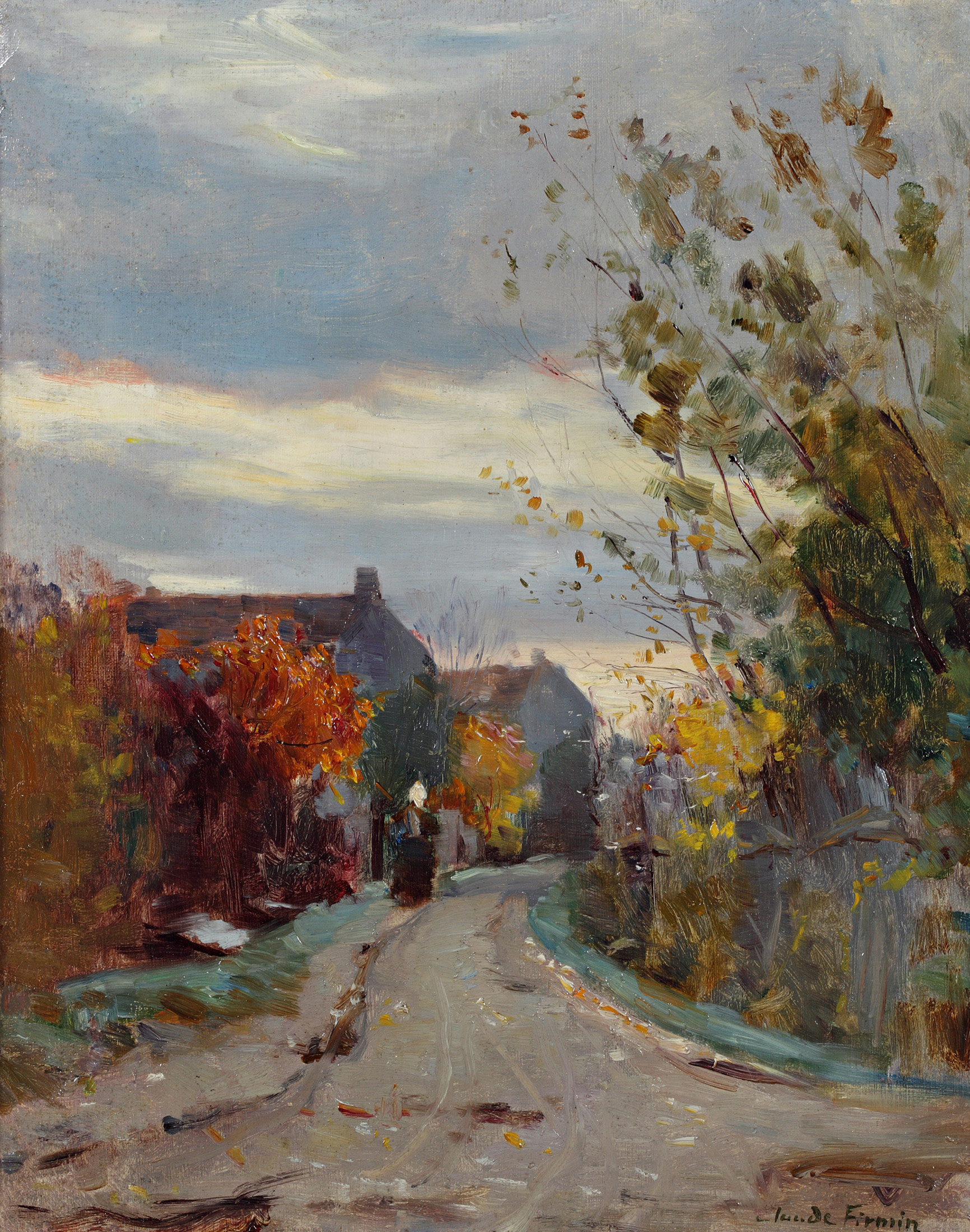
La strada animata
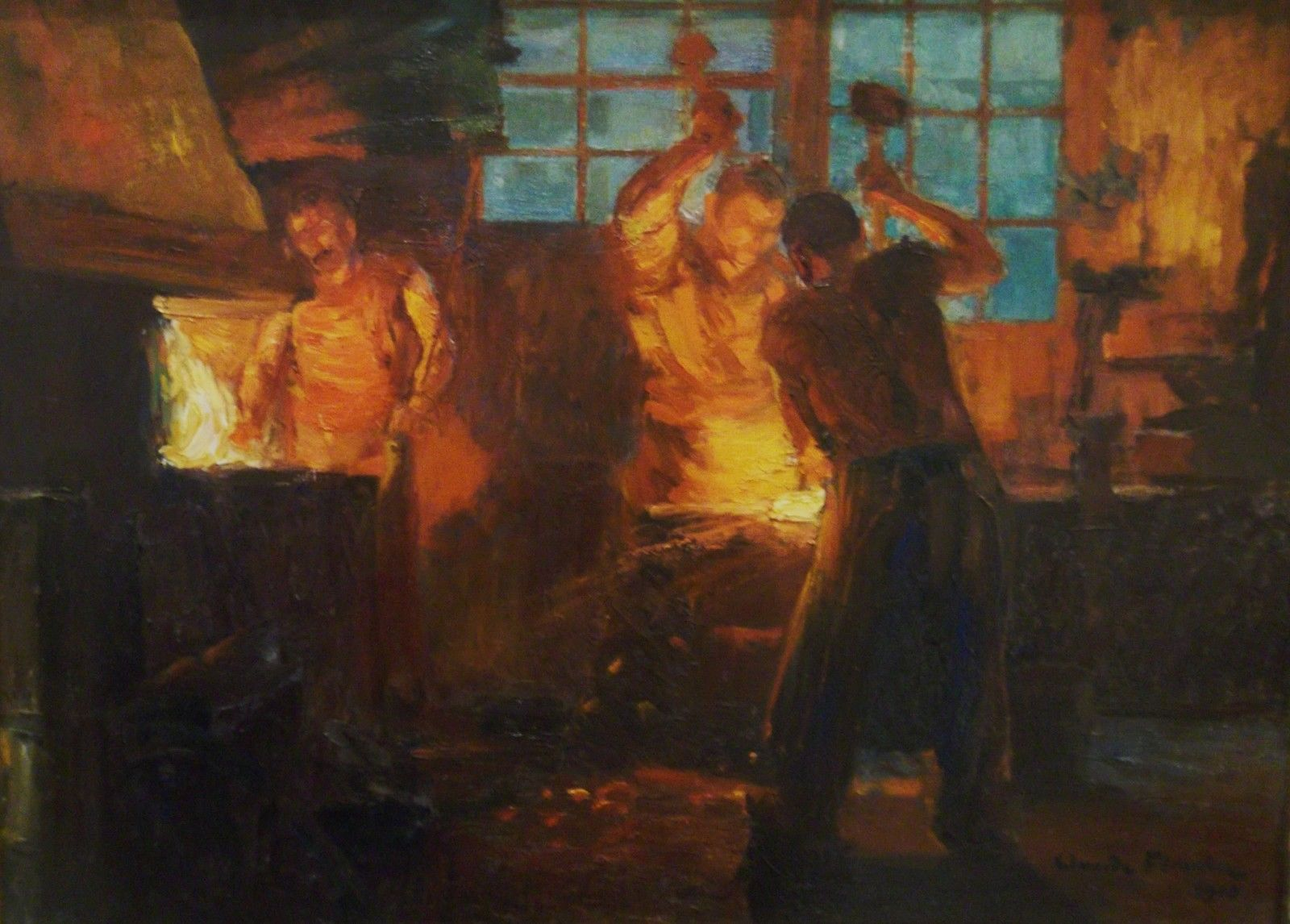
I fabbri
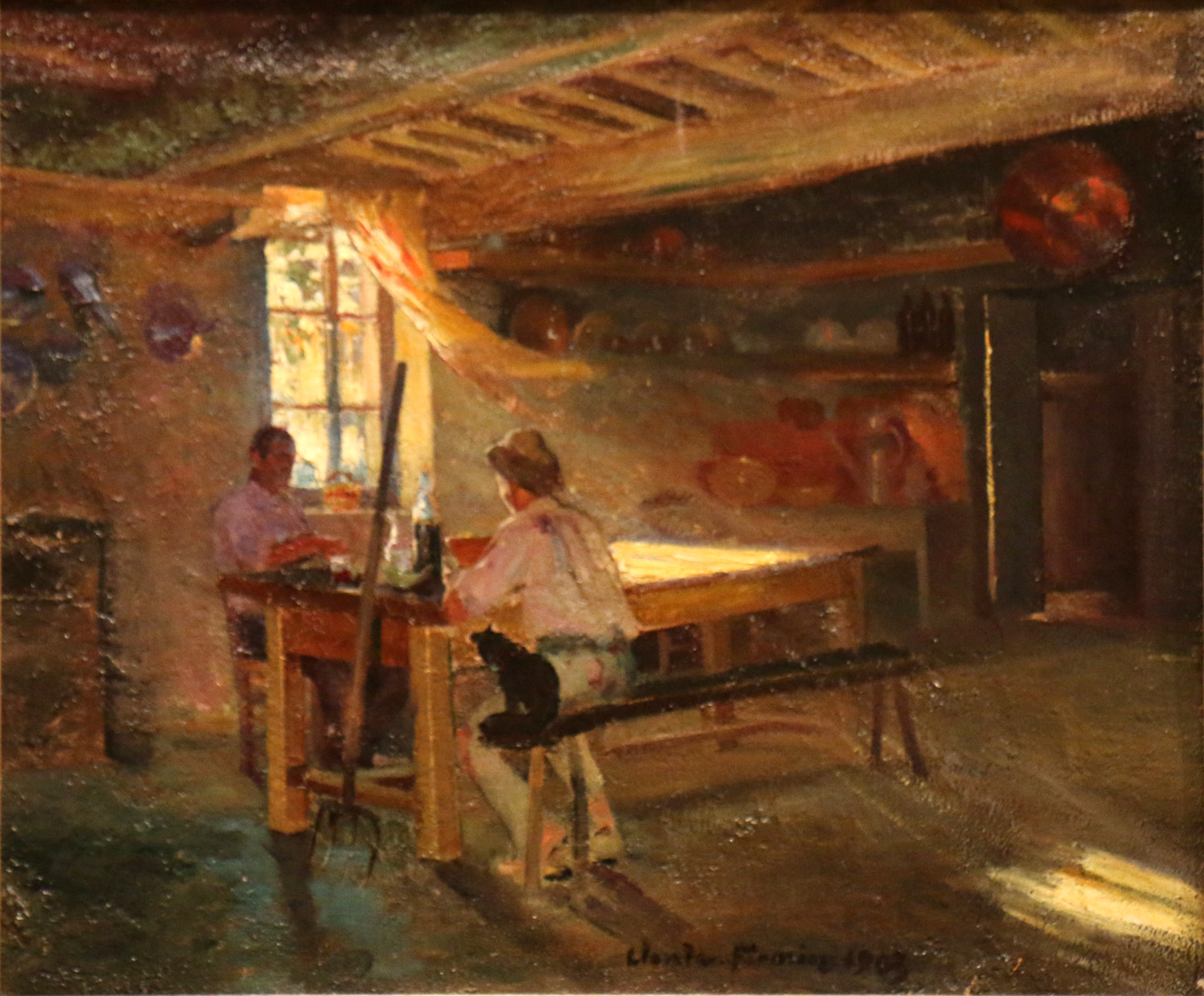
Interno di fattoria, 1903 Avignone, Museo Louis Vouland
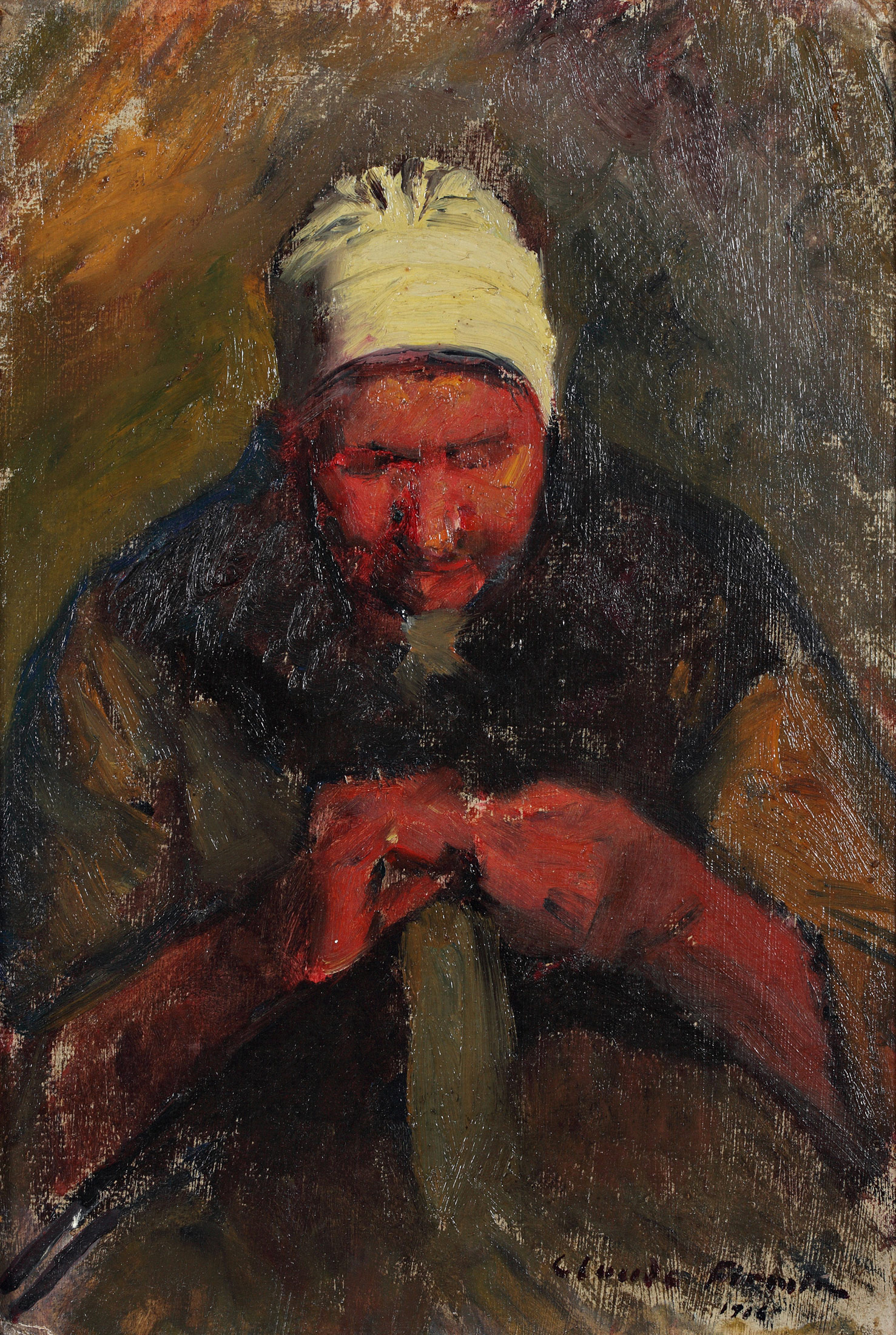
Contadina che cuce
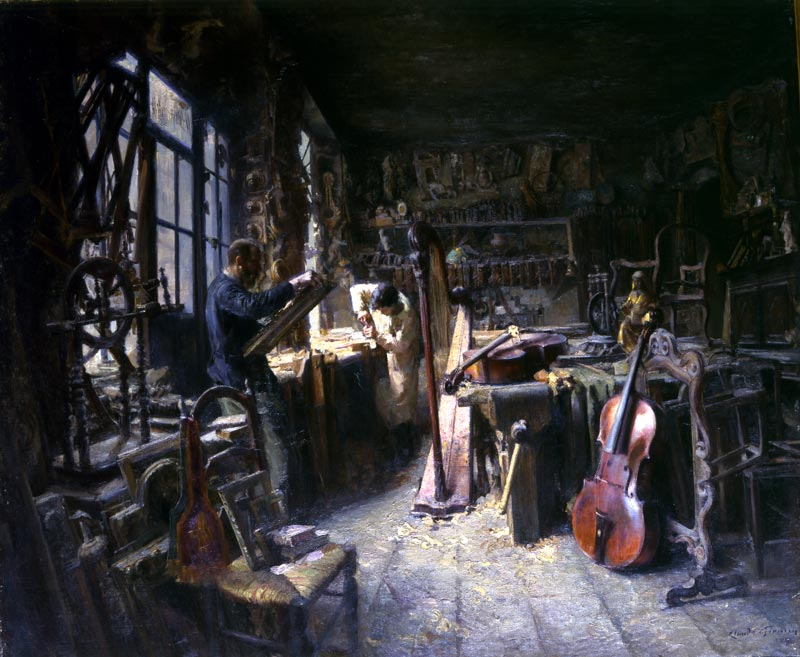
Bottega di un riparatore di oggetti d'arte Avignon, Museo Calvet